# Rialto Film
A Rialto Filmes é uma companhia produtora de filmes alemã sediada em Berlim. É nomeado após o Rialto em Veneza e usou como logotipo de produção uma imagem de uma gôndola em frente à Ponte Rialto.

## História
A Rialto Film foi fundada em 1897 em Copenhague / Dinamarca pelo pioneiro do cinema Constantin Philipsen.
A empresa dinamarquesa Rialto Film originalmente foi fundada em 1897 pelo pioneiro do cinema Constantin Philipsen (1859-1925) em Copenhague. Em 1950, seu filho Preben Philipsen (1910–2005) estabeleceu a distribuição do filme Constantin em Frankfurt, com o nome de seu pai, juntamente com seu associado Waldfried Barthel (1913–1979). Depois que Philipsen saiu da Constantin Film, em 1955, ele voltou-se para o ramo de filmes de seu pai na Scandinavia e na Alemanha.
Graças aos contatos internacionais com os profissionais do ramo cinematográfico e os laços estreitas com as produtoras norte-americanas permitiram aos dois empresários obter os direitos exclusivos de distribuição na Alemanha do pós-guerra e a produção de Gold Rush (a Corrida do Ouro), de Charles Chaplin, estabeleceu uma bem sucedida parceria ao longo dos anos. O sucesso bateu às portas da empresa e ela se tornou um dos principais distribuidores da Alemanha.
Em 1955, Philipsen decidiu deixou a empresa para Waldfried Barthel, e retomou os antigos negócios iniciados de seu pai, a 'Rialto Film Preben Philipsen A/S. Na direção dessa nova empresa, Rialto Film, Philipsen produziu, com sucesso,  inúmeros filmes escandinavos e alemães.
Em 18 de agosto de 1960, ele estabeleceu a Rialto Film GmbH em Frankfurt como uma subsidiária alemã.
Pouco se sabe sobre as produções de Rialto antes de 1950. A empresa se tornou internacionalmente famosa após a produção dos filmes The Frog with the Mask, de 1959, The Crimson Circle, de 1959 e The Horrible People, de 1960. A partir daí Philipsen decide comprar todos os direitos do romance de Edgar Wallace das mãos de sua herdeira e filha Penelope Wallace e então segue-se o lançamento de mais 30 filmes baseados nas obras de Edgar Wallace, além de 9 filmes baseados nas obras de Karl May, dirigido por Harald Reinl e, a partir de 1960, co-proprietário Horst Wendlandt. Como era a prática do mainstream e do sucesso do cinema europeu, a maioria dos filmes eram coproduções internacionais. Wendtandt foi sucedido em 1992 por seu filho Matthias Wendlandt como diretor geral.